# Stagno di Pardu Mareus
Lo stagno di Pardu Mareus è una zona umida situata lungo la costa orientale della Sardegna, limitrofo alla spiaggia di Quirra. Appartiene amministrativamente al comune di Villaputzu.
In base alla direttiva comunitaria "Habitat" n. 92/43/CEE approvata dalla Commissione europea nel 1992 è stato dichiarato sito di interesse comunitario e inserito nella rete Natura 2000, un sistema di aree dedicate alla conservazione della biodiversità, caratterizzate dalla presenza di habitat e specie faunistiche e floristiche di elevato interesse. Oltre a Baccarinu il sito, univocamente individuato dal codice ITB040017, comprende la foce del rio Flumini Durci (tratto terminale del rio Quirra) e gli Murtas e Baccarinu.